# Sukasari (Cidolog)
Sukasari is een bestuurslaag in het regentschap Ciamis van de provincie West-Java, Indonesië. Sukasari telt 1687 inwoners (volkstelling 2010).